# Palaeotrachyderes laticornis
Palaeotrachyderes laticornis är en skalbaggsart som beskrevs av Friedrich F. Tippmann 1960. Palaeotrachyderes laticornis ingår i släktet Palaeotrachyderes och familjen långhorningar.
Artens utbredningsområde är Panama. Inga underarter finns listade i Catalogue of Life.